# 303
Il 303 (CCCIII in numeri romani) è un anno  del IV secolo.

## Eventi
- Distruzione della chiesa di Nicomedia.
- Entrata trionfale di Diocleziano e Massimiano a Roma in occasione dei Vicennalia (anniversario del loro XX anno di potere).
- 23 febbraio: persecuzione più crudele contro i cristiani ordinata da Diocleziano.

## Nati
- 14 marzo - Ceionio Rufio Albino, politico e diplomatico romano
- Magnenzio, generale romano († 353)
- Wang Xizhi, calligrafo e funzionario cinese († 361)

## Morti
- 15 gennaio - Sant'Efisio, santo romano (n. 250)
- 31 gennaio - Ciro di Alessandria, medico e santo egiziano
- 12 febbraio - Eulalia di Barcellona, santa spagnola (n. 290)
- 8 marzo - Apollonio e Filemone, santo egizio
- 23 aprile - San Giorgio, militare romano
- 7 maggio - Flavio di Nicomedia, santo romano
- 8 maggio - Acacio di Bisanzio, militare romano
- 15 maggio - Primiano di Larino, romano
- 1º giugno - Crescentino di Città di Castello, militare e santo romano (n. 276)
- 10 giugno - Faustina di Cizico, santa romana
- 15 giugno - San Vito, santo romano
- 8 luglio - Procopio di Scitopoli, santo romano
- 21 luglio - Vittore di Marsiglia, militare e santo romano
- 26 agosto - Alessandro di Bergamo, militare romano
- 16 settembre - Eufemia di Calcedonia, santa greca antica (n. 289)
- 25 settembre - Firmino di Amiens, vescovo (n. 272)
- 25 ottobre - San Gavino, santo romano
- 27 ottobre - Gianuario, santo romano
- 27 ottobre - Proto martire, presbitero romano
- 2 novembre - Giusto di Trieste, santo romano
- 29 novembre - Illuminata di Todi, santa romana
- Antonino di Piacenza, militare romano
- Augusto di Nicomedia, santo romano
- Cao Huan, imperatore cinese (n. 246)
- Caprasio di Agen, vescovo francese
- Cosma e Damiano, santo e medico romano
- Crisogono di Aquileia, vescovo e santo romano
- Daria di Venafro, santa romana
- Degna di Todi, italiana
- Domenica di Tropea, santa romana
- Santa Engrazia, santa portoghese
- Espedito di Melitene, santo romano
- Felice di Thibiuca, vescovo romano
- Ferreolo di Vienne, militare romano
- Genesio di Arles, santo
- Genesio di Roma, attore romano (n. 284)
- Lu Ji, scrittore e poeta cinese (n. 261)
- Marciana di Mauritania, santa
- Mariano d'Acerenza, religioso italiano
- Narsete di Persia, sovrano persiano
- Onorina di Graville, santa romana
- Erasmo di Formia, vescovo e santo romano
- Savino di Spoleto, vescovo italiano
- Tiberio d'Agde, romano
- Vittore il Moro, militare romano

## Calendario
| Calendario 303 | Calendario 303 | Calendario 303 | Calendario 303 | Calendario 303 | Calendario 303 | Calendario 303 | Calendario 303 | Calendario 303 | Calendario 303 | Calendario 303 | Calendario 303 | Calendario 303 | Calendario 303 | Calendario 303 | Calendario 303 | Calendario 303 | Calendario 303 | Calendario 303 | Calendario 303 | Calendario 303 | Calendario 303 | Calendario 303 | Calendario 303 | Calendario 303 | Calendario 303 | Calendario 303 | Calendario 303 | Calendario 303 | Calendario 303 | Calendario 303 | Calendario 303 | Calendario 303 |
| -------------- | -------------- | -------------- | -------------- | -------------- | -------------- | -------------- | -------------- | -------------- | -------------- | -------------- | -------------- | -------------- | -------------- | -------------- | -------------- | -------------- | -------------- | -------------- | -------------- | -------------- | -------------- | -------------- | -------------- | -------------- | -------------- | -------------- | -------------- | -------------- | -------------- | -------------- | -------------- | -------------- |
|                | 1              | 2              | 3              | 4              | 5              | 6              | 7              | 8              | 9              | 10             | 11             | 12             | 13             | 14             | 15             | 16             | 17             | 18             | 19             | 20             | 21             | 22             | 23             | 24             | 25             | 26             | 27             | 28             | 29             | 30             | 31             |                |
| Gennaio        | Ve             | Sa             | Do             | Lu             | Ma             | Me             | Gi             | Ve             | Sa             | Do             | Lu             | Ma             | Me             | Gi             | Ve             | Sa             | Do             | Lu             | Ma             | Me             | Gi             | Ve             | Sa             | Do             | Lu             | Ma             | Me             | Gi             | Ve             | Sa             | Do             |                |
| Febbraio       | Lu             | Ma             | Me             | Gi             | Ve             | Sa             | Do             | Lu             | Ma             | Me             | Gi             | Ve             | Sa             | Do             | Lu             | Ma             | Me             | Gi             | Ve             | Sa             | Do             | Lu             | Ma             | Me             | Gi             | Ve             | Sa             | Do             |                |                |                |                |
| Marzo          | Lu             | Ma             | Me             | Gi             | Ve             | Sa             | Do             | Lu             | Ma             | Me             | Gi             | Ve             | Sa             | Do             | Lu             | Ma             | Me             | Gi             | Ve             | Sa             | Do             | Lu             | Ma             | Me             | Gi             | Ve             | Sa             | Do             | Lu             | Ma             | Me             |                |
| Aprile         | Gi             | Ve             | Sa             | Do             | Lu             | Ma             | Me             | Gi             | Ve             | Sa             | Do             | Lu             | Ma             | Me             | Gi             | Ve             | Sa             | Do             | Lu             | Ma             | Me             | Gi             | Ve             | Sa             | Do             | Lu             | Ma             | Me             | Gi             | Ve             |                |                |
| Maggio         | Sa             | Do             | Lu             | Ma             | Me             | Gi             | Ve             | Sa             | Do             | Lu             | Ma             | Me             | Gi             | Ve             | Sa             | Do             | Lu             | Ma             | Me             | Gi             | Ve             | Sa             | Do             | Lu             | Ma             | Me             | Gi             | Ve             | Sa             | Do             | Lu             |                |
| Giugno         | Ma             | Me             | Gi             | Ve             | Sa             | Do             | Lu             | Ma             | Me             | Gi             | Ve             | Sa             | Do             | Lu             | Ma             | Me             | Gi             | Ve             | Sa             | Do             | Lu             | Ma             | Me             | Gi             | Ve             | Sa             | Do             | Lu             | Ma             | Me             |                |                |
| Luglio         | Gi             | Ve             | Sa             | Do             | Lu             | Ma             | Me             | Gi             | Ve             | Sa             | Do             | Lu             | Ma             | Me             | Gi             | Ve             | Sa             | Do             | Lu             | Ma             | Me             | Gi             | Ve             | Sa             | Do             | Lu             | Ma             | Me             | Gi             | Ve             | Sa             |                |
| Agosto         | Do             | Lu             | Ma             | Me             | Gi             | Ve             | Sa             | Do             | Lu             | Ma             | Me             | Gi             | Ve             | Sa             | Do             | Lu             | Ma             | Me             | Gi             | Ve             | Sa             | Do             | Lu             | Ma             | Me             | Gi             | Ve             | Sa             | Do             | Lu             | Ma             |                |
| Settembre      | Me             | Gi             | Ve             | Sa             | Do             | Lu             | Ma             | Me             | Gi             | Ve             | Sa             | Do             | Lu             | Ma             | Me             | Gi             | Ve             | Sa             | Do             | Lu             | Ma             | Me             | Gi             | Ve             | Sa             | Do             | Lu             | Ma             | Me             | Gi             |                |                |
| Ottobre        | Ve             | Sa             | Do             | Lu             | Ma             | Me             | Gi             | Ve             | Sa             | Do             | Lu             | Ma             | Me             | Gi             | Ve             | Sa             | Do             | Lu             | Ma             | Me             | Gi             | Ve             | Sa             | Do             | Lu             | Ma             | Me             | Gi             | Ve             | Sa             | Do             |                |
| Novembre       | Lu             | Ma             | Me             | Gi             | Ve             | Sa             | Do             | Lu             | Ma             | Me             | Gi             | Ve             | Sa             | Do             | Lu             | Ma             | Me             | Gi             | Ve             | Sa             | Do             | Lu             | Ma             | Me             | Gi             | Ve             | Sa             | Do             | Lu             | Ma             |                |                |
| Dicembre       | Me             | Gi             | Ve             | Sa             | Do             | Lu             | Ma             | Me             | Gi             | Ve             | Sa             | Do             | Lu             | Ma             | Me             | Gi             | Ve             | Sa             | Do             | Lu             | Ma             | Me             | Gi             | Ve             | Sa             | Do             | Lu             | Ma             | Me             | Gi             | Ve             |                |